# Madame X (Gemälde)
Madame X, Madame Pierre Gautreau oder auch Porträt der Madame X ist der informelle Titel eines Porträts von John Singer Sargent. Es stellt Virginie Amélie Avegno Gautreau dar, eine junge Dame der Gesellschaft. Sie wurde in den Vereinigten Staaten geboren, kam als vierjährige Halbwaise gemeinsam mit ihrer Mutter und ihrer älteren Schwester nach Frankreich und heiratete als junge Frau den wohlhabenden französischen Bankier und Reeder Pierre Gautreau. In der Pariser Gesellschaft war sie für ihre Schönheit und ihre angeblichen außerehelichen Beziehungen bekannt.
Das Porträt Madame X war keine Auftragsarbeit, sondern kam auf expliziten Wunsch von Sargent zustande. Es entstand dabei eine Studie von Gegensätzen. Sargent malte eine Frau in einem tief ausgeschnittenen, schwarzen Satinkleid mit juwelenbesetzten Trägern, das auffällig mit ihrem blassen Hautton kontrastiert.
Das Porträt wurde 1884 im Salon de Paris ausgestellt und kontrovers aufgenommen. Sargent hatte mit einer erfolgreichen Ausstellung des Porträts die Hoffnung verbunden, sich in Frankreich als Porträtist zu etablieren. Indirekt führte dieser Fehlschlag dazu, dass Sargent sich auf britische und US-amerikanische Kunden konzentrierte und sich so als Porträtist in Großbritannien und den USA etablierte. Madame X ist eines der letzten Gemälde, das während Sargents Pariser Schaffensperiode entstand.

## Hintergrund

### Virginie Gautreau

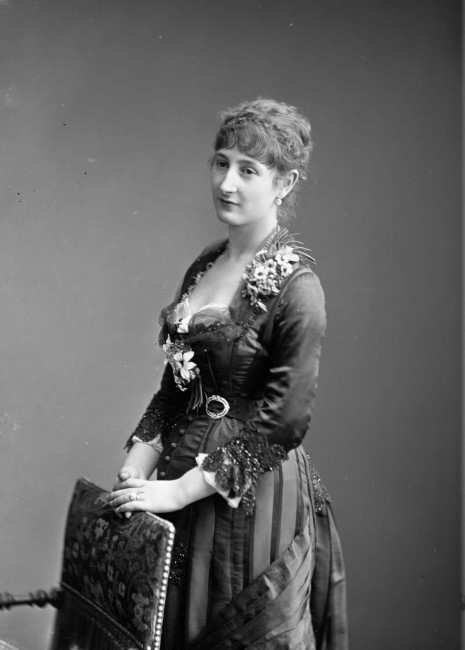
Virginie Gautreau um 1878

Virginie Gautreau (1859–1915) wurde im US-Bundesstaat Louisiana geboren. Ihre Mutter war Marie-Virginie de Ternant, angeblich das einzige überlebende Kind des Marquis de Ternant. Ihr Vater, Major Anatole Placide Avegno, starb 1862 an den Folgen der Verwundungen, die er während der Schlacht von Shiloh erlitten hatte. Die verwitwete Marie-Virginie de Ternant kehrte kurz nach dem Tod ihres Mannes mit der zu diesem Zeitpunkt vierjährigen Virginie und deren älterer Schwester Julie nach Frankreich zurück.
In der französischen Gesellschaft blieben Marie-Virginie de Ternant und ihre Töchter weitgehend Außenseiterinnen; de Ternants Adelsabstammung war zu fragwürdig, ihr Hintergrund zu mysteriös, um Zugang zu den höchsten Kreisen der französischen Gesellschaft zu finden. Daran änderte auch die Ehe von Virginie mit dem wohlhabenden Bankier und Reeder Pierre Gautreau nichts.
Virginie Gautreau war keine Schönheit im klassischen Sinne. Ihre Figur mit der schmalen Taille entsprach zwar dem Schönheitsideal der Zeit, jedoch war ihre Nase zu groß, ihr Kinn zu hervorstehend, der Haaransatz zu weit aus der Stirn und die Lippen zu schmal. In Kombination ergab dieses jedoch ein außergewöhnliches Erscheinungsbild, dessen sich Virginie Gautreau sehr bewusst war. Sie nutzte große Mengen an Puder, um die Blässe ihrer Körperhaut zu betonen, und Sargents Biograf Olson hält es für möglich, dass sie auch kleine Mengen von Arsen nahm, um diese Hautfarbe zu erzielen. Sie galt in der Öffentlichkeit als typische Vertreterin der Parisienne, eines durch Kultiviertheit und Raffinesse herausragenden neuen Frauentyps. Auch die Bezeichnung professional beauty – ein Begriff, der Frauen bezeichnete, die auf Grund ihrer Erscheinung zu gesellschaftlichem Rang gelangten – wurde für sie verwendet. Ihre unkonventionelle Erscheinung sorgte dafür, dass eine Reihe von Künstlern auf sie aufmerksam wurde. Der US-amerikanische Maler Edward Simmons behauptete, er pirsche ihr ununterbrochen nach wie einem Reh.

### John Singer Sargent

Mrs. Henry White, an dem Sargent parallel zum Porträt Madame X arbeitete

Auch John Singer Sargent war von Virginie Gautreau beeindruckt und ging davon aus, dass ein Porträt von ihr im kommenden Salon de Paris viel Aufmerksamkeit erregen und ihm in der Folge eine Reihe von Aufträgen verschaffen würde. Er hatte Virginie Gautreau zu Beginn der 1880er Jahre kennengelernt und kurz darauf an einen Freund geschrieben:

„Ich habe große Lust, sie zu porträtieren, und Grund zu glauben, dass sie es gestatten würde und eigentlich nur darauf wartet, dass jemand ihr diese Huldigung ihrer Schönheit vorschlägt. Wenn Du Dich gut mit ihr verstehst und sie in Paris triffst, dann könntest Du ihr vielleicht erzählen, dass ich ein Mann mit ungeheurem Talent bin.“

Der 27-jährige Sargent war im Jahre 1883 primär davon getrieben, sich als Porträtist zu etablieren. Er hatte mit seiner Ausbildung zum Maler als 13-Jähriger bei dem deutschamerikanischen Maler Charles Feodor Welsch begonnen und war als 18-Jähriger in Paris zum Schüler von Carolus-Duran geworden. Nach seinen Reisen durch Europa musste er sich nun auf dem Kunstmarkt behaupten. Mit Gemälden wie El Jaleo und Die Töchter des Edward Darley Boit waren ihm im Salon de Paris Achtungserfolge gelungen. Seine Porträtaufträge erhielt er bislang aber ausschließlich aus seinem Bekanntenkreis. Das änderte sich zu Beginn des Jahres 1883, als Margaret Stuyvesant Rutherford White, die Frau des US-amerikanischen Diplomaten Henry White, ihn mit einem Porträt beauftragte.
Das Ehepaar White hatte seine Gemälde zuerst im Salon de Paris gesehen; ausschlaggebend für den Porträtauftrag durch Margaret White war ihr Eindruck von Sargents Porträt Dame mit Rose. Der Auftrag der gesellschaftlich gut vernetzten Amerikanerin versprach für Sargent eine weit größere Werbung als seine Erfolge im Salon de Paris.
Sargent arbeitete bereits am Porträt Mrs. Henry White, als Virginie Gautreau, die zuvor ähnliche Anfragen anderer Künstler abgelehnt hatte, im Februar 1883 Sargents Angebot annahm. Ihre Zusammenarbeit mag auch dem gemeinsamen Wunsch nach Anerkennung in der französischen Gesellschaft entsprungen sein.

## Vorstudien

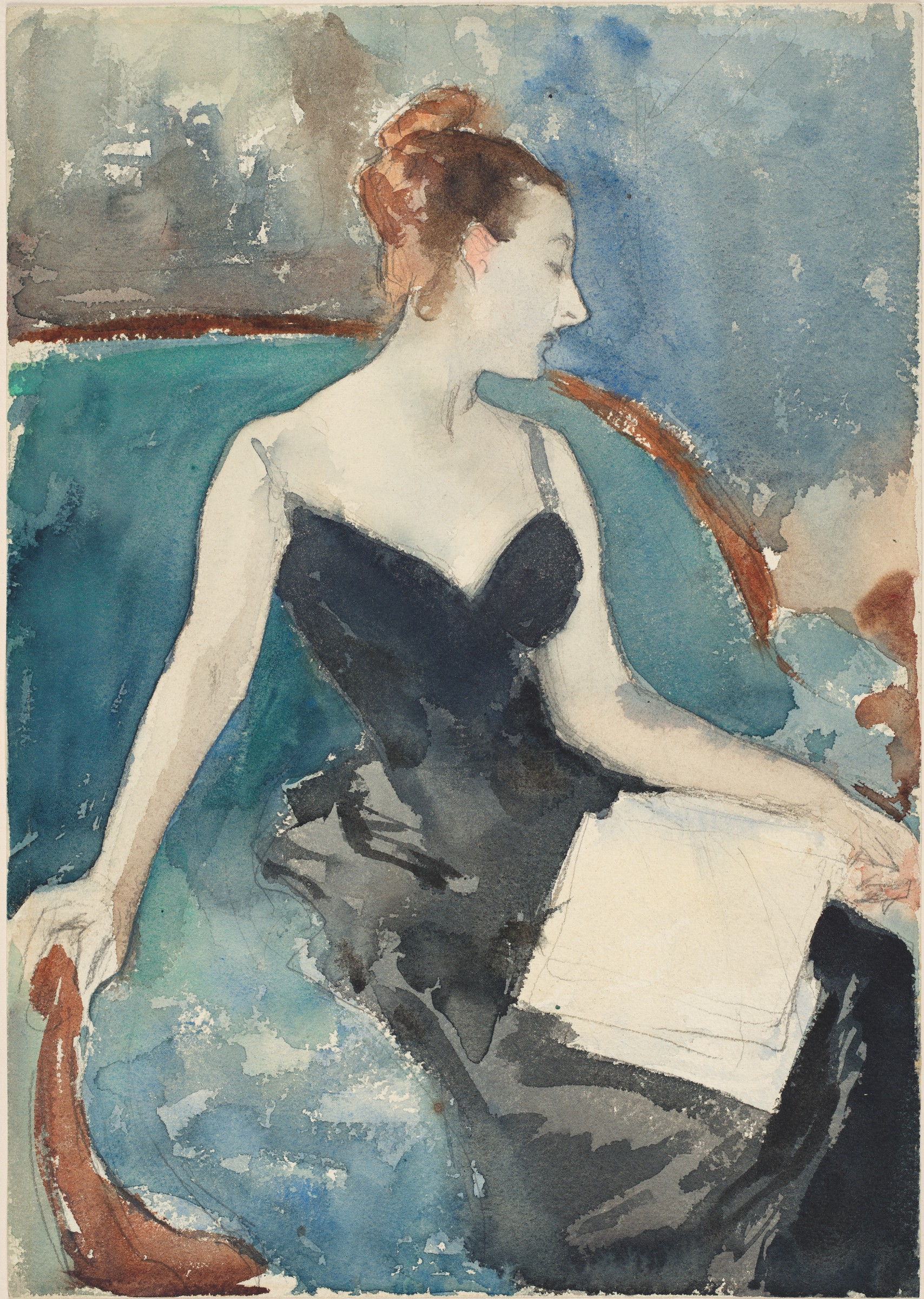
Vorstudie, Bleistift und Aquarell, 1883

Sargent war ursprünglich davon ausgegangen, dass er lediglich drei Wochen brauchen werde, um das Porträt zu vollenden. Während der ersten Monate des Jahres 1883 gelangen Sargent aber nur wenige Fortschritte. Gautreau hatte zahlreiche gesellschaftliche Verpflichtungen und besaß nicht die Disziplin und Geduld, Sargent lange Modell zu sitzen. Auf ihren Vorschlag hin reiste Sargent im Juni des Jahres auf ihren Landsitz in der Bretagne, wo er eine Reihe von Vorstudien zeichnete und malte.
Wie zuvor in Paris erwies sich Virginie Gautreau als ein undiszipliniertes Modell: Es langweilte sie, still zu sitzen. Außerdem hatte sie auch auf dem Land eine Reihe gesellschaftlicher Verpflichtungen, sie musste sich um ihre vierjährige Tochter, ihre Mutter und ihre Gäste kümmern und ihre zahlreichen Hausangestellten anleiten. Sargent beschwerte sich wiederholt sowohl über die malerisch schwer zu fassende Schönheit der jungen Frau als auch über ihre hoffnungslose Unwilligkeit, sich porträtieren zu lassen.
Sargents Biograf Olson zeigt Verständnis für Madame Gautreaus Unlust, denn Sargent konnte zunächst keine geeignete Pose für sein Porträt finden. Insgesamt existieren aus dieser Zeit 30 Zeichnungen und Ölskizzen. Sargent zeichnete sie sitzend in verdrehter Körperhaltung, mit erhobenem Kopf, auf ein Buch blickend, Klavier spielend, aus einem Fenster blickend und schließlich an einem Tisch stehend mit einem Champagnerglas in der Hand. Diese Ölskizze Madame Gautreau bringt einen Toast aus, die sich heute im Isabella Stewart Gardner Museum befindet, zeigt die Porträtierte vor dunklem Hintergrund im Profil und mit bloßen Armen und ist dem finalen Porträt damit schon sehr nahe. Sie ist allerdings durch einen großzügigeren Pinselstrich gekennzeichnet und erkennbar eine reine Studie. Schließlich bat Sargent Gautreau zu posieren, während sie sich mit einer Hand auf einem Empire-Tisch aufstützte und legte diese Haltung für das finale Porträt fest.

## Ausführung
Sargent hatte im Salon de Paris bereits zwei Werke erfolgreich ausgestellt. Dabei hatte er sowohl für Die Töchter des Edward Darley Boit als auch für El Jaleo sehr große Leinwandformate gewählt, denn im Salon de Paris wurde eine sehr große Anzahl dicht gehängter Gemälde gezeigt und großformatige Gemälde hatten eine größere Chance, sowohl dem Publikum als auch den Kritikern und dem Preiskomitee aufzufallen. Auch für sein Porträt der Madame Pierre Gautreau wählte Sargent daher ein ungewöhnlich großes Format: Es hat eine Höhe von mehr als zwei Metern und ist über einen Meter breit.

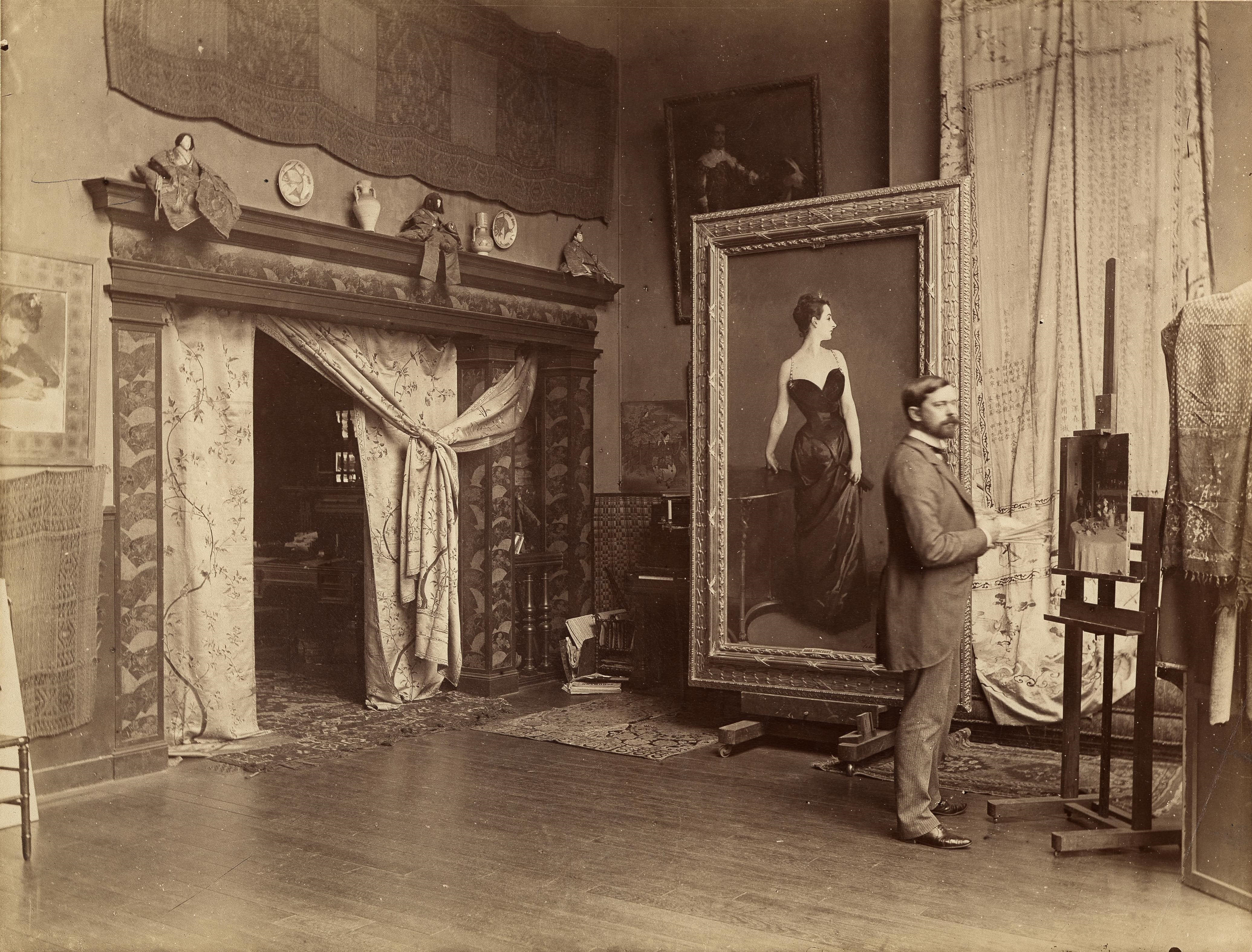
John Singer Sargent in seinem Pariser Studio, ca. 1885 – das Studio ist vom Porträt der Madame X dominiert.

Die Pose seines Modells unterschied sich von denen, die seine bisher Porträtierten eingenommen hatten; Gautreau dreht ihren Körper frontal zum Betrachter, sie stützt sich mit dem nach hinten gestreckten rechten Arm auf den niedrigen Tisch, rafft mit der linken Hand den Rock ihres schwarzen Satinkleids und dreht gleichzeitig den Kopf zur Seite. Diese Haltung gibt der Pose Spannung, zeigt Gautreaus berühmtes Profil und betont ihre elegante Körperform. Sie drückt gleichzeitig Selbstsicherheit, Durchsetzungskraft und Zurückhaltung aus. Der unnatürlich blasse Hautton, die schmale Taille und die Strenge des Profils unterstreichen ihre Zugehörigkeit zur obersten Gesellschaftsschicht, verleihen dem Porträt aber auch eine distanzierte, kontrollierte erotische Ausstrahlung. Der Ausschnitt des Kleides war nach damaligen Konventionen gewagt. In der ursprünglichen, im Salon de Paris gezeigten Ausführung wurde die erotische Ausstrahlung des Porträts noch dadurch unterstrichen, dass der rechte Träger über die Schulter gerutscht war. Ein Kritiker der französischen Zeitung Le Figaro schrieb damals, das Bild wirke, als bedürfe es nur einer weiteren Bewegung und die Dame sei vom Kleide befreit. Sargent übermalte die Stellung des Trägers nach Ende der Ausstellung.
Sargent nutzte für die malerische Umsetzung eine Farbpalette, die von Bleiweiß, Krapplack, Zinnober, Viridiangrün und Elfenbeinschwarz dominiert wird. Das am linken Bildrand befindliche Tischbein, auf das etwas Licht fällt, gibt dem Porträt Tiefe. In der Tischform reflektiert sich die Körpersilhouette von Virginie Gautreau. Von dem schimmernden bräunlichen Hintergrund und dem schwarzen Satinkleid hebt sich die Blässe von Gesicht, Schulter, Hals und Armen stark kontrastierend ab. Auffallend ist jedoch ihr rötliches Ohr – in den Worten der Kunsthistorikerin Elizabeth Prettejohn eine irritierende Erinnerung an die Farbe ungeschminkter Haut.
Kunstkritiker gehen heute davon aus, dass die Haltung der Figur von einem Fresko von Francesco Salviati inspiriert war. Sargent bezieht sich in subtiler Weise auf klassische Vorbilder: Sirenen schmücken die Tischbeine, und die Tiara, die Gautreau trägt, symbolisiert Diana, die Göttin der Jagd. Letzteres war allerdings nicht von Sargent bewusst gewählt, sondern Teil der Selbstinszenierung von Gautreau.

## DerSalon de Parisdes Jahres 1884
Virginie Gautreau war während der Zeit, in der Sargent an dem Porträt arbeitete, sehr enthusiastisch und überzeugt davon, dass ein Meisterwerk entstehe. Sargent selber kamen jedoch Zweifel, je näher das Eröffnungsdatum des Salons von 1884 rückte. An einen Freund schrieb er, dass sein früherer Lehrer Carolus-Duran dem Bild auf der kommenden Ausstellung Erfolg prophezeit habe, fügte jedoch halb im Scherz hinzu, es sei ihm lieber, wenn es vom Auswahlkomitee nicht zur Ausstellung zugelassen werde. Das war allerdings nicht zu erwarten. Der bereits auf vorherigen Ausstellungen ausgezeichnete Sargent zählte zum sogenannten hors concours, denjenigen Künstlern, die unabhängig von der Freigabe durch ein Auswahlgremium ihre ausgestellten Bilder selber auswählen durften.
Sargents Bedenken resultierten nicht nur aus der gewagten Darstellung seines Modells, die ihr letztlich nicht schmeichelte. Das Bild war insgesamt in eher monochromen Tönen gehalten, der Pinselstrich elaborierter als in vorherigen Gemälden Sargents. Als der Salon schließlich öffnete, reagierten Publikum und Presse ablehnend und nahmen großen Anstoß an dem Porträt. Sein Freund Ralph Curtis schrieb einen Tag nach Ausstellungseröffnung an seine Eltern:

„John … war wegen seiner Befürchtungen sehr nervös, aber die gestrigen Ereignisse haben seine Befürchtungen noch weit übertroffen. Es gab den ganzen Tag vor ihm [dem Porträt] einen Riesenspektakel. Nach ein paar Minuten fand ich ihn, wie er sich hinter Türen versteckte, um Freunden auszuweichen, die sehr ernst dreinschauten. Er führte mich über die Flure, um es mir zu zeigen. Ich war enttäuscht von der Farbe. Sie sieht zersetzt aus. Alle Frauen spotten. Ah voilà, la belle!, oh quelle horreur! etc. Dann ruft ein Maler: superbe de style, magnifique d’audace!, quel dessin!… Der ganze Vormittag war nichts anderes als eine Aneinanderreihung von Bonmots, üblen Scherzen und wütenden Diskussionen. John, der arme Junge, war am Boden zerstört… Am Nachmittag schlug die Stimmung um, wie ich schon die ganze Zeit vorhergesagt hatte. Man entdeckte, dass man als Kenner von étrangement épatant [einer großartigen Absonderlichkeit] sprechen musste.“

Das Porträt wurde unter dem Titel Portrait de Mme *** gezeigt; der Versuch, die Anonymität von Virginie Gautreau zu wahren, scheiterte jedoch an ihrer Bekanntheit. Bereits am Tag der Ausstellungseröffnung suchte Virginie Gautreau Sargents Atelier auf, um von Sargent zu verlangen, das Porträt zurückzuziehen. Sie traf aber statt Sargent nur seinen Freund Curtis an. Gautreaus Mutter kehrte später noch einmal zum Atelier zurück, traf dieses Mal auf Sargent und machte ihm eine Szene, wobei sie klagte, dass ganz Paris über ihre Tochter herziehe. Sargent weigerte sich und verwies darauf, dass die Regularien des Salon de Paris es untersagten, ein Gemälde wieder zurückzuziehen. Er verteidigte sich unter anderem damit, dass er Virginie Gautreau genau so gemalt habe, wie sie sich kleide, und nichts über das Gemälde gesagt werden könne, was nicht ohnehin schon über ihr Erscheinungsbild kolportiert würde.
Sargents Biograf Olson weist darauf hin, dass der Skandal um Sargents Porträt weniger auf das Porträt als auf die porträtierte Person abzielte. Dennoch stellte der Skandal für Sargent einen herben Rückschlag dar. Er hatte nach seinem Porträt Mrs. Henry White hoffen können, mit einem weiteren Erfolg einen Durchbruch auf dem französischen Kunstmarkt zu erzielen, eine Hoffnung, die im Frühjahr 1884 aus seiner Sicht zunichtegemacht worden war. Olson weist aber auch darauf hin, dass Sargent bis zu diesem Zeitpunkt nur Erfolge erlebt hatte und seine Abkehr von Paris in vielem auch eine Überreaktion war.

„Die heftigste Kontroverse entbrannte im Publikum und in der Kritik hinsichtlich des vom amerikanischen Maler Sargent ausgestellten Porträts der schönen und reichen Madame Gauterau [sic!], Gemahlin eines großen Bankiers, welche zu den gefeiertesten Modedamen des derzeitigen Paris gehört. Die eigentliche Ursache des Mißerfolges dieses bis auf die Diamant-Agraffen der äußerst dekolletirten [sic!] Ballrobe naturähnlichen Porträts liegt augenscheinlich darin, daß Sargent diese schöne Pariserin mit all den typischen Schönheitsmitteln und Schminkmasken ihrer Ballausrüstung verewigen zu müssen glaubte. So etwas aber verträgt das Tageslicht nicht.“

## Nachwirkung

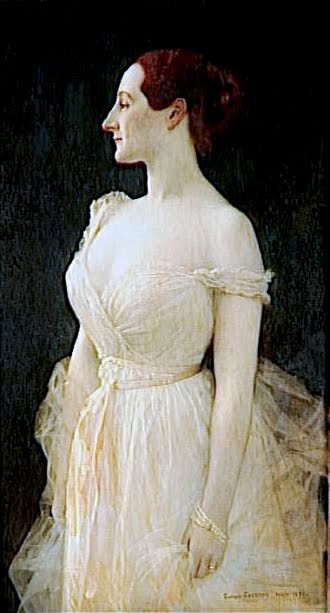
Gustave Courtois, Madame Gautreau, 1891

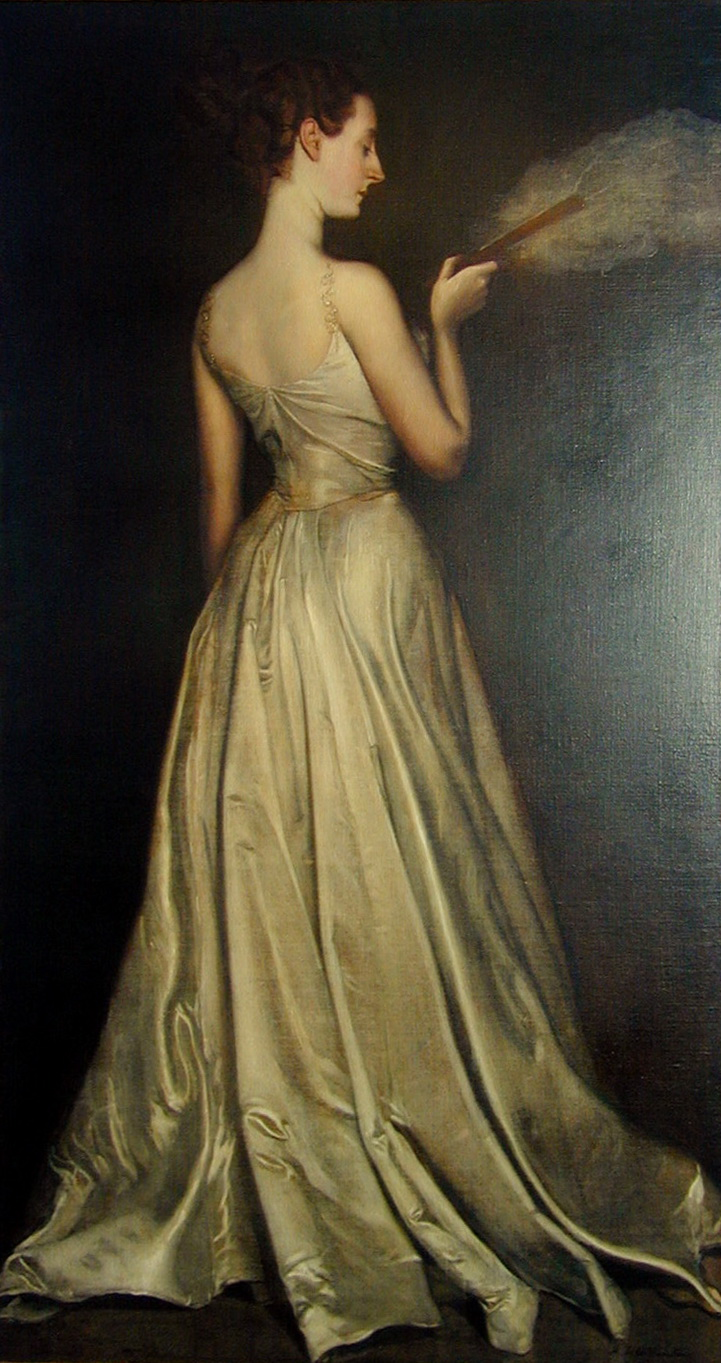
Antonio de la Gandara, Madame Pierre Gautreau, 1898, entstanden 14 Jahre nach dem Skandal des Salon de Paris 1884

Sargent verbrachte den Sommer 1884 nicht in Italien, sondern ging auf Bitten seines Freundes Henry James nach London. Dort war er trotz des Porträts Mrs. Henry White, das die Ehefrau des in London tätigen US-Diplomaten Henry White darstellte und das 1884 unter anderem in der Ausstellung der Royal Academy gezeigt wurde, noch weitgehend unbekannt. Ihm gelang es in London jedoch, sich eine neue Klientel zu erschließen. Seine erste Arbeit in London, The Misses Vickers, zeigte die Töchter des Industriellen Vickers. Aufträge ähnlicher Kunden folgten.
Sieben Jahre nachdem Sargents Porträt entstanden war, wurde Virginie Gautreau von Gustave Courtois gemalt. Auch dieses Porträt zeigt sie im Profil, ihr weißes Kleid ist nicht weniger ausgeschnitten als das, in dem Sargent sie malte, und auch hier ist – wie ursprünglich im Porträt von 1884 – der Träger über die Schulter gerutscht. Dieses Bild wurde jedoch wohlwollender aufgenommen. Ein weiteres Porträt von Antonio de la Gandara aus dem Jahre 1898, eine Rückenansicht, bei dem die Porträtierte dem Betrachter wieder nur das Profil zeigt, gilt als dasjenige, das Virginie Gautreau am meisten schätzte.

## Provenienz
Sargent änderte nach der Ausstellung die Bezeichnung des Gemäldes in Madame X. Der Name suggerierte mehr als der ursprüngliche Titel Porträt der Mme ***, dass hier ein Archetypus einer Frau dargestellt ist. Das Gemälde hing zunächst in Sargents Pariser Atelier und später, nach seinem Umzug, im Londoner Atelier. Beginnend im Jahre 1905 zeigte er es auf mehreren internationalen Kunstausstellungen. 1916 verkaufte er es schließlich an das Metropolitan Museum of Art, zu dessen Bestand es nach wie vor gehört. Es wird heute in Gallery 771 gezeigt. Im selben Raum befindet sich auch Sargents Porträt Dame mit Rose. Nach dem Verkauf von Madame X schrieb Sargent dem Direktor des Metropolitan Museum of Art: Ich denke, dass es das Beste ist, was ich je gemacht habe. Eine zweite, nicht vollendete Ausführung befindet sich in der Tate Gallery, London.

## Galerie der Studien zuMadame X

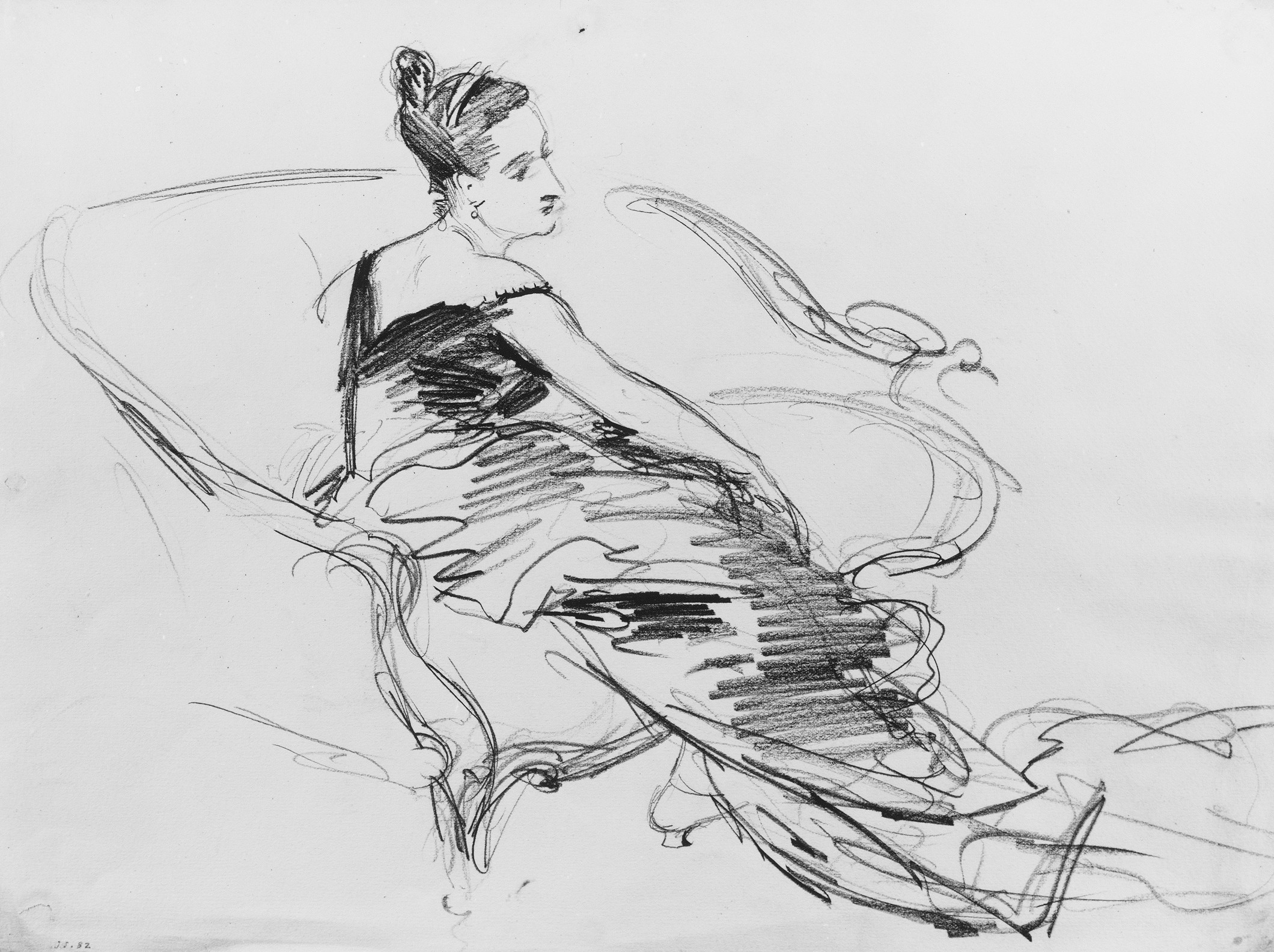
Virginie Gautreau sitzend
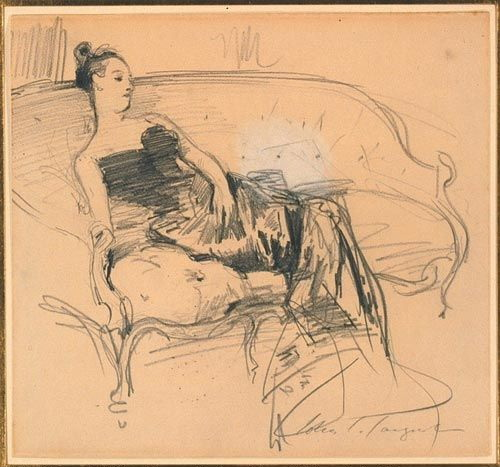
… auf der Couch
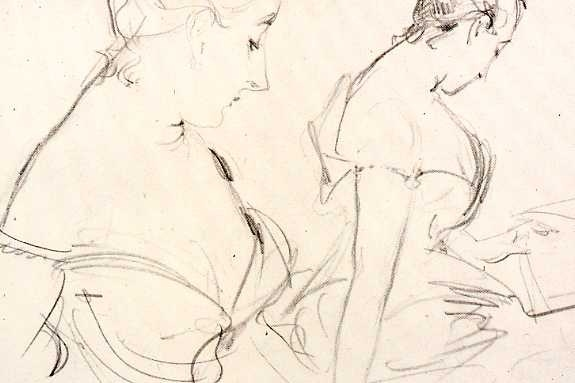
… lesend
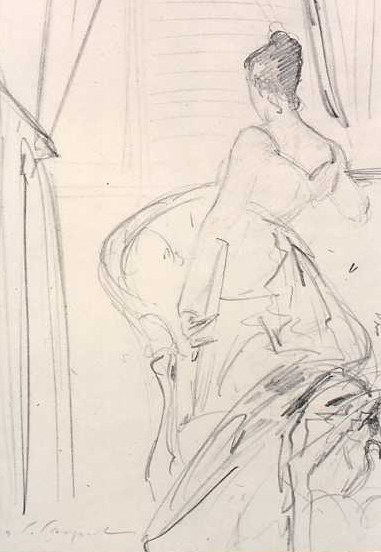
… am Fenster kniend
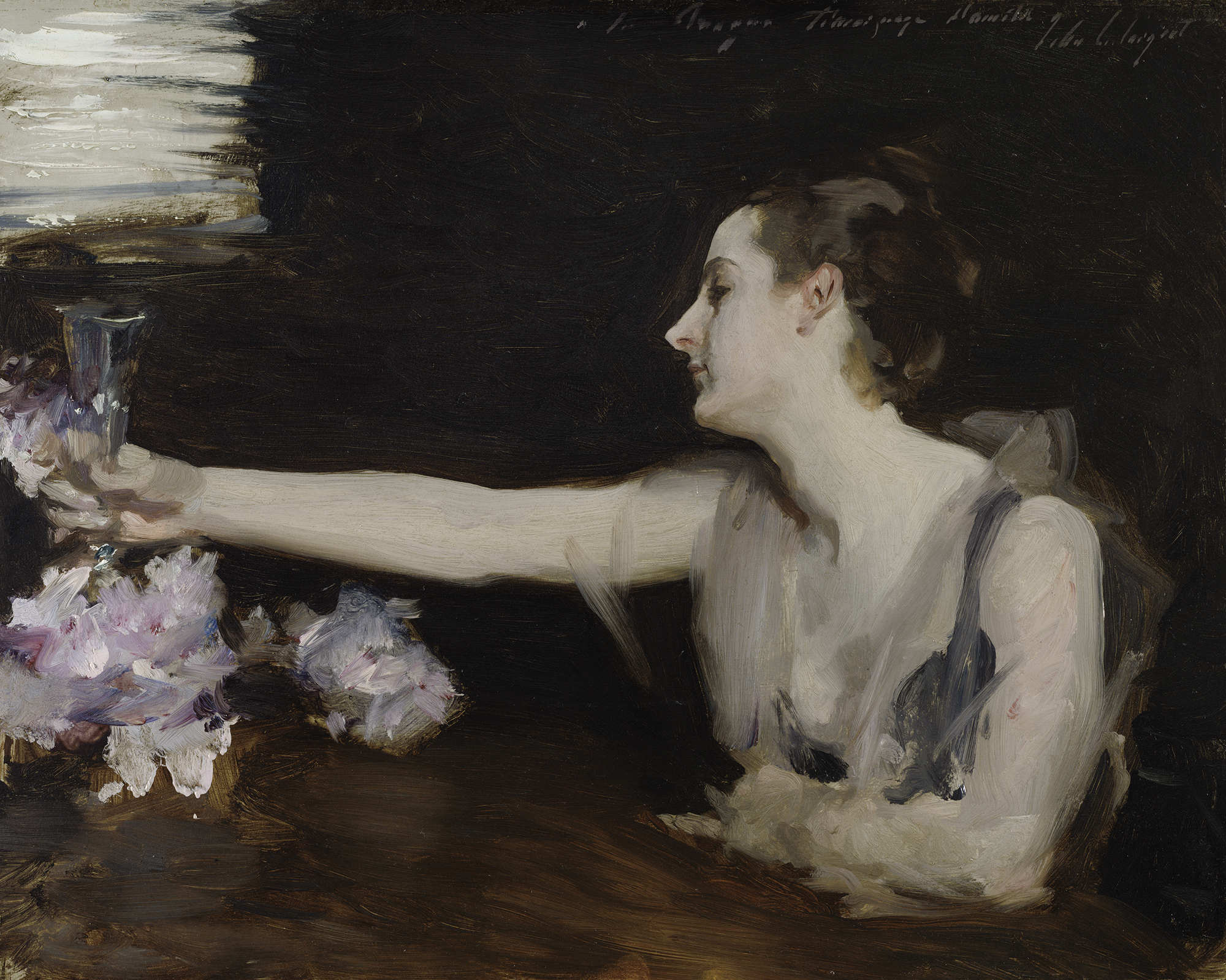
Ölskizze Madame Gautreau bringt einen Toast aus
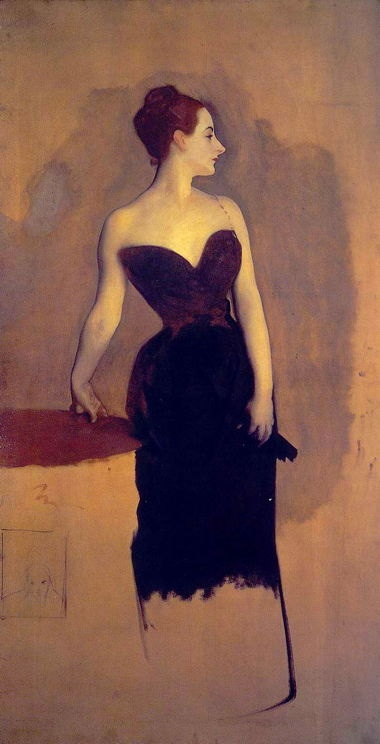
Ölskizze zu Madame X

## Einzelbelege
1. ↑  Kilmurray, Elizabeth und Ormond, Richard: John Singer Sargent, Tate Gallery Publishing Ltd, 1999. ISBN 0-87846-473-5. S. 101.
2. ↑  Ormond, 1999. S. 28.
3. ↑  Stanley Olson: John Singer Sargent – His Portrait. MacMillan, London 1986, ISBN 0-333-29167-0. S. 101.
4. ↑  Stanley Olson: John Singer Sargent – His Portrait. MacMillan, London 1986, ISBN 0-333-29167-0, S. 102.
5. ↑  Elizabeth Prettejohn: Interpreting Sargent, Stewart, Tabori & Chang, 1998. ISBN 978-1556707285. S. 25.
6. ↑  Deborah Davis: Sargent’s Women. Adelson Galleries, Inc., 2003. ISBN 0-9741621-0-8, S. 14.
7. ↑  Deborah Davis: Sargent’s Women. Adelson Galleries, Inc., 2003. ISBN 0-9741621-0-8, S. 15, sowie Stanley Olson: John Singer Sargent – His Portrait. MacMillan, London 1986, ISBN 0-333-29167-0, S. 102. Im Original lautet das Zitat: I have a great desire to paint her portrait and have reason to think she would allow it and is waiting for someone to propose this homage to her beauty. If you are ‘bien avec elle’ and will see her in Paris, you might tell her I am a man of prodigious talent.
8. ↑  Deborah Davis: Sargent’s Women. Adelson Galleries, Inc., 2003. ISBN 0-9741621-0-8, S. 14 und S. 15.
9. 1 2 3   Elizabeth Prettejohn: Interpreting Sargent, Stewart, Tabori & Chang, 1998. ISBN 978-1556707285, S. 26.
10. ↑  Stanley Olson: John Singer Sargent – His Portrait. MacMillan, London 1986, ISBN 0-333-29167-0. S. 103.
11. ↑  Deborah Davis: Sargent’s Women. Adelson Galleries, Inc., 2003. ISBN 0-9741621-0-8, S. 16.
12. ↑  Deborah Davis: Sargent’s Women. Adelson Galleries, Inc., 2003. ISBN 0-9741621-0-8, S. 16 und S. 17.
13. ↑  engl. Originaltitel: Madame Gautreau Drinking a Toast
14. 1 2  Stanley Olson: John Singer Sargent – His Portrait. MacMillan, London 1986, ISBN 0-333-29167-0. S. 103.
15. ↑  Deborah Davis: Sargent’s Women. Adelson Galleries, Inc., 2003. ISBN 0-9741621-0-8, S. 17.
16. 1 2  Kilmurray, Elaine und Richard Ormond (Hrsg.): John Singer Sargent. Princeton University Press, New Jersey 1998, ISBN 0-691-00434-X (englisch)., S. 101.
17. ↑  Deborah Davis: Sargent’s Women. Adelson Galleries, Inc., 2003. ISBN 0-9741621-0-8, S. 18.
18. ↑  zitiert nach Stanley Olson: John Singer Sargent – His Portrait. MacMillan, London 1986, ISBN 0-333-29167-0. S. 103. Im Original lautet der Briefausschnitt: John ...was very nervous about what he feared, but his fears were far exceeded by the facts of yesterday. There was a grand tapage before it all day. In a few minutes I found him dodging behind doors to avoid friends who looked grave. By the corridors he took me to see it. I was disappointed in the colour. She looks decomposed. All the women jeer. Ah voilà, la belle!, oh quelle horreur! etc. Then a painter exclaims superbe de style, magnifique d’audace!, quel dessin!…All the a.m. it was one series of bon mots, mauvaises plaisanteries and fierce discussions. John, poor boy, was navré… In the p.am. the tide turned as I kept saying it would. It was discovered to be the knowing thing to say étrangement épatant!.
19. ↑  Ma rille est perdu – tout Paris se moque d’elle. Zituert nach: Stanley Olson: John Singer Sargent – His Portrait. MacMillan, London 1986, ISBN 0-333-29167-0. S. 104.
20. ↑  Ormond, R., & Kilmurray, E.: John Singer Sargent: The Early Portraits, Yale University Press, 1998, S. 114
21. ↑  Stanley Olson: John Singer Sargent - His Portrait. MacMillan, London 1986, ISBN 0-333-29167-0. S. 105.
22. ↑  P-i: Feuilleton. Pariser Kunstausstellungen II. In: Pester Lloyd, 28. Mai 1884, S. 6 (online bei ANNO).
23. ↑  Stanley Olson: John Singer Sargent – His Portrait. MacMillan, London 1986, ISBN 0-333-29167-0. S. 111.
24. ↑  Deborah Davis: Sargent’s Women. Adelson Galleries, Inc., 2003. ISBN 0-9741621-0-8, S. 20.
25. ↑  Prettejohn, S. 27. Im Original lautet das Zitat: I suppose it is the best thing I have ever done.
26. ↑  Kilmurray, 1999. S. 102.